# لوكا مينالو
لوكا مينالو (بالكرواتية: Luka Menalo)‏ مواليد 22 يوليو 1996 في سبليت، هو لاعب كرة قدم بوسني. يلعب كلاعب وسط. مثّل منتخب البوسنة والهرسك لكرة القدم.

## المسيرة الاحترافية

### أندية لعب لها
- نادي شيروكي برييغ
- نادي دينامو زغرب

## روابط خارجية
- لوكا مينالو على موقع الاتحاد الدولي (مؤرشف)  (الإنجليزية)
- لوكا مينالو على موقع الاتحاد الأوربي (الإنجليزية)
- لوكا مينالو على موقع قاعدة بيانات كرة القدم.إي يو (الإنجليزية)
- لوكا مينالو على موقع ناشيونال فوتبول تيمز (الإنجليزية)
- لوكا مينالو على موقع Soccerway.com (الإنجليزية)